# Église Saint-Georges de Damery
Pour les articles homonymes, voir Église Saint-Georges.
L'église Saint-Georges est une église catholique située à Damery, dans la Marne.

## Historique
L’église Saint-Georges,a été le siège d'un prieuré entre le XIIe siècle et le XVIe siècle. 
La terre de Damery faisait partie du domaine royal. Un diplôme de 870 indique que la villa de Damery a été donné aux bénédictins de l’abbaye Saint-Médard de Soissons. 
Une église existe au début du XIIe siècle car en 1101 un conflit est apparu au sujet de l'autel de l'église de Damary. En effet l'évêque de Soissons, Hugues de Pierrefonds, a offert l'autel au chapitre de la cathédrale. L'autel est finalement restitué à l'abbé de Saint-Médard de Soissons, Raoul.
L'église est élevée vers 1150-1160 sur d'anciennes fondations dont il reste des traces au soubassement des piliers orientaux de la croisée du transept. L’église Saint-Georges conserve de cette époque une nef, un portail, une tour carrée percée sur trois façades de deux groupes de baies géminées encadrées de deux grands arcs plein cintre.
Une charte de 1171 porte la signature d'un moine qui apparaît comme le prévôt de l'église. L'église est donc celle d'un prieuré. En 1219 le prieuré est taxé de 400 livres.
En 1185 un accord est trouvé entre l'évêque de Soissons, Nivelon de Quierzy (Chérizy), et l'abbé de Saint-Médard sur le choix du curé de l'église qui doit être accepté par le doyen du chapitre de la cathédrale qui doit le présenter à l'évêque.
On ne sait pas quelles destructions a eu à subir l'église à la suite des conflits opposant les vassaux contre Blanche de Castille au début de sa régence, en 1226 qui sont indiquées dans la Chronique de Saint-Médard. Le vocable actuel de l'église, saint Georges, apparaît pour la première fois dans un acte de 1242.
Le chœur à trois vaisseaux et le sanctuaire de style gothique (XIIIe siècle) ont été bâtis par les moines de l’abbaye Saint-Médard de Soissons. Le chœur et le doublement du transept sont reconstruits vers 1250.
Le roi Charles IX ayant imposé l'abbaye Saint-Médard, elle dut dû probablement vendre une partie de ses possessions à Damery au prince de Condé en 1563. L'abbaye conserva le fief et ses droits seigneuriaux. 
L'ensemble est vendu à Guillaume de Baradat en 1576 (père d'Henri de Baradat, évêque de Noyon) qui est devenu seigneur de Damary, peut-être en 1598. Peut-être à cette occasion un nouveau curé, Thibaud de Reux, est installé dans l'église, cependant le curé devait être présenté à l'abbé de Saint-Médard jusqu'à la Révolution. Guillaume de Baradat fait alors construire vers 1602 une chapelle seigneuriale contre le portail sud de l'église qui sert aujourd'hui de sacristie.
En 1813 l'église est rattachée au diocèse de Meaux, en 1821, au diocèse de Reims et en 1824 au diocèse de Châlons-en-Champagne.
Des travaux d'entretien sont faits en 1801 sur le clocher et la toiture. D'autres travaux sont notés en 1838. En 1846 un rapport nota le mauvais état de l'église. L'abbé Hippolyte-Benjamin Thibault (1858-1886) a entrepris la restauration en commençant par le chœur, puis la tour du transept pour finir par la nef qui est couverte par un plafond en bois. Les vitraux du chœur ont été posés en 1863. Le curé Thibault a fait poser deux autels dans les bas-côtés du chœur. En 1882 le maître-autel est consacré. En 1883, le préfet écrit au conseil de fabrique pour lui demander de payer une partie des travaux car la fabrique a fait exécuter des travaux de restauration et d'ornementation dont l'urgence n'était nullement démontrée.
L'église est classée Monument historique le 15 décembre 1911.
L'église a eu relativement peu à souffrir du bombardement du 4 juillet 1918 au cours de la Première Guerre mondiale. Elle est restaurée par le service des Monuments historiques. De 1928 à 1935 les bas-côtés sont refaits. Au cours de la Seconde Guerre mondiale des dégâts se sont limités à quelques vitraux de l'abside et à la grande fenêtre sud.

## Architecture
L'église comprend deux parties très différentes :
- la nef et le transept romans construits vers 1150-1160,
- le chœur et le doublement du transept gothiques construits vers 1250.

Les chapiteaux des piliers de la nef les plus proches du transept sont sculptés, à droite des quatre fleuves du Paradis terrestre, et à gauche, de scènes de chasse, de têtes grimaçantes de monstres, de feuilles d’acanthe.
Les clefs de voûte sont sculptées et représentent un prêtre en prière.

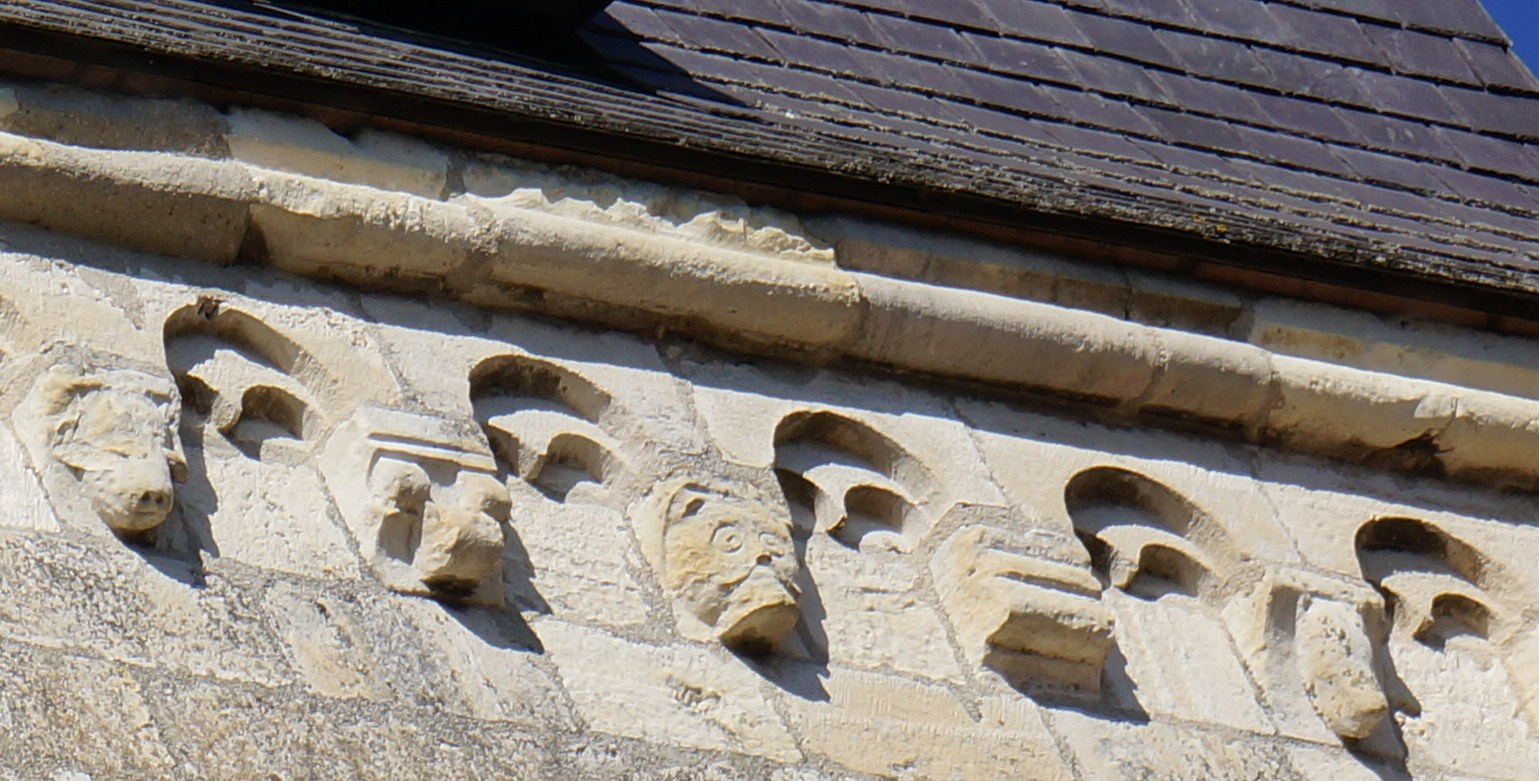
Série de têtes sculptées.
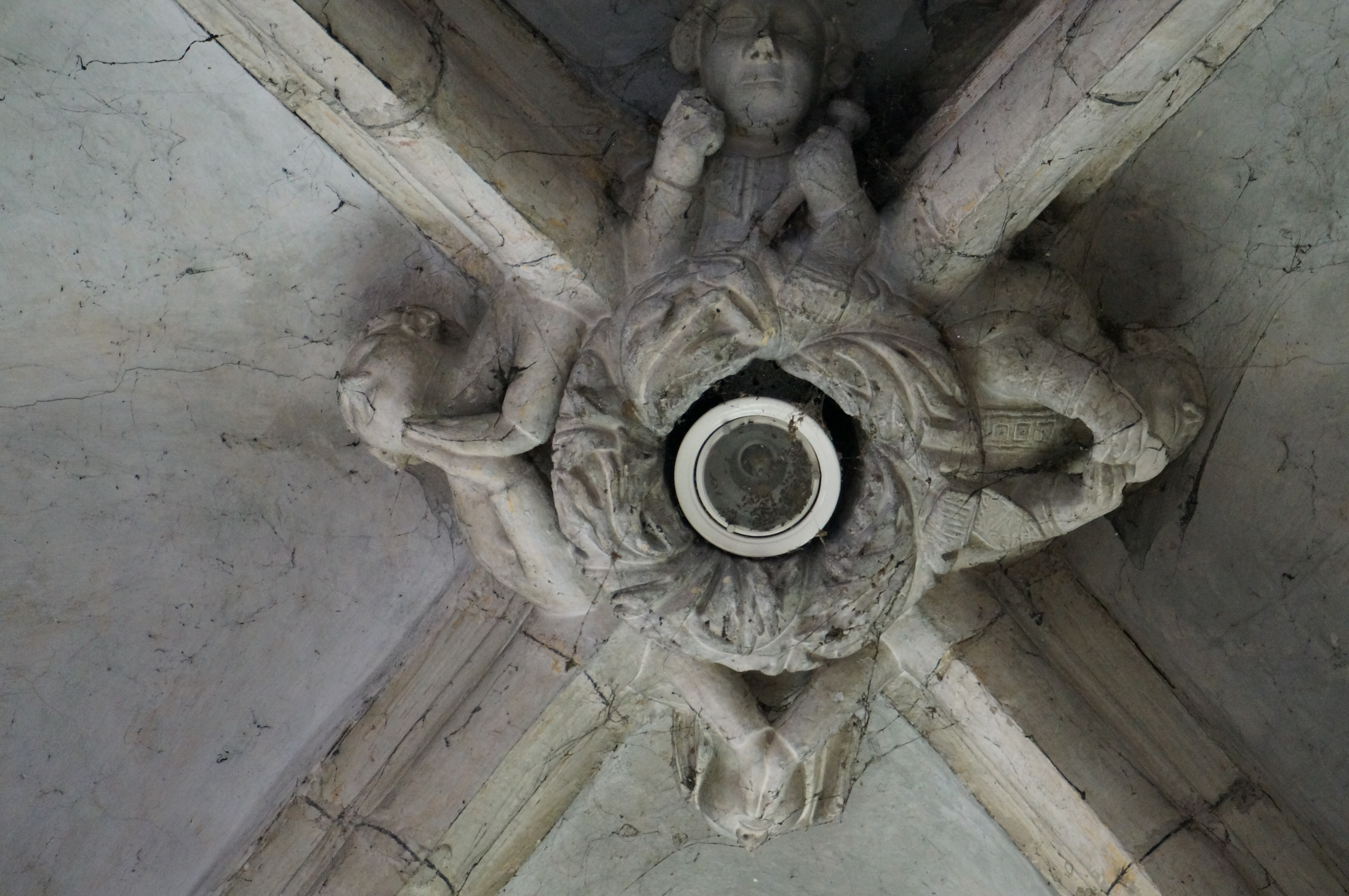
L'une des clef de voûte.
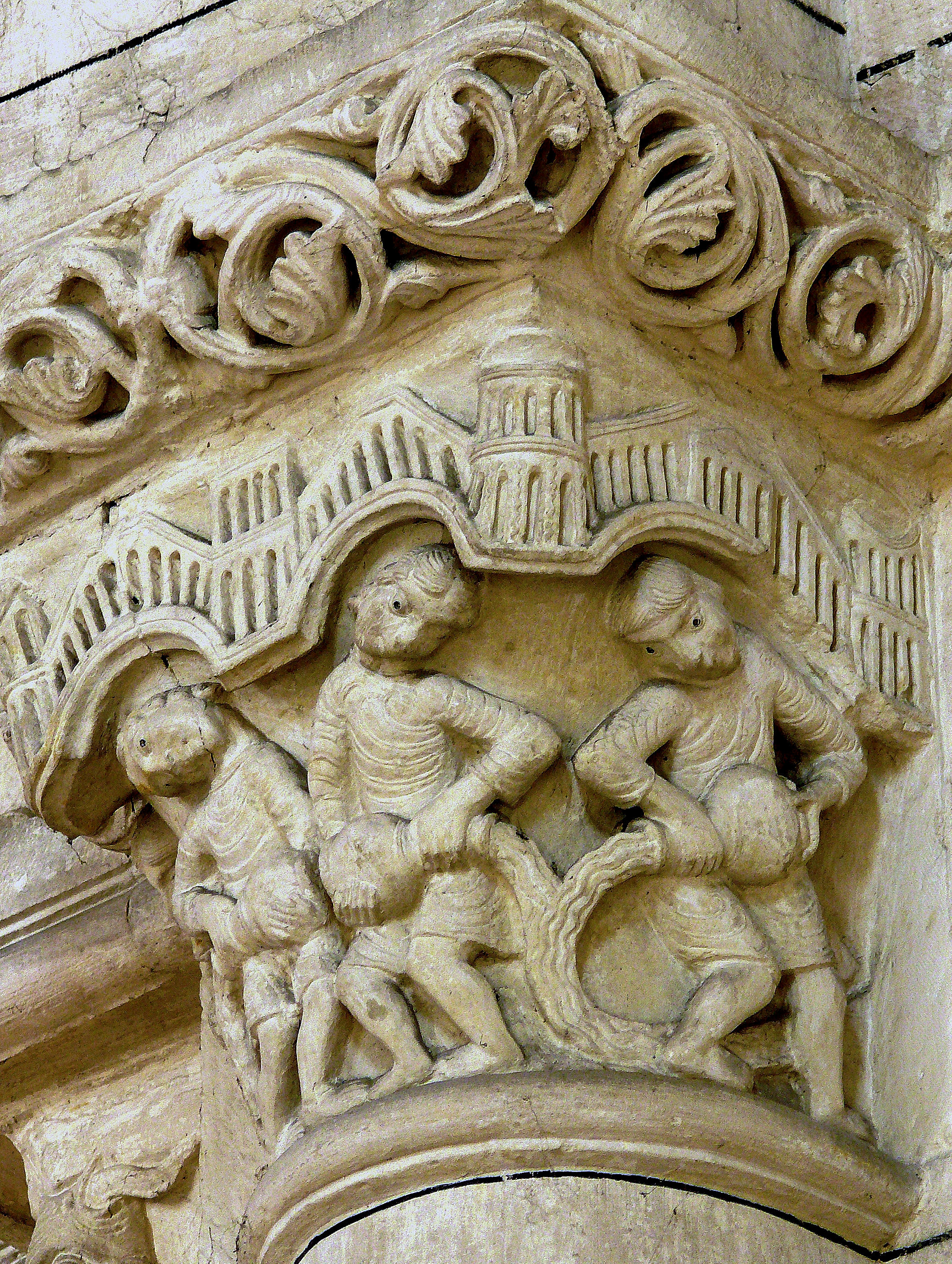
Un chapiteau de la croisée du transept : Les quatre fleuves du Paradis terrestre.
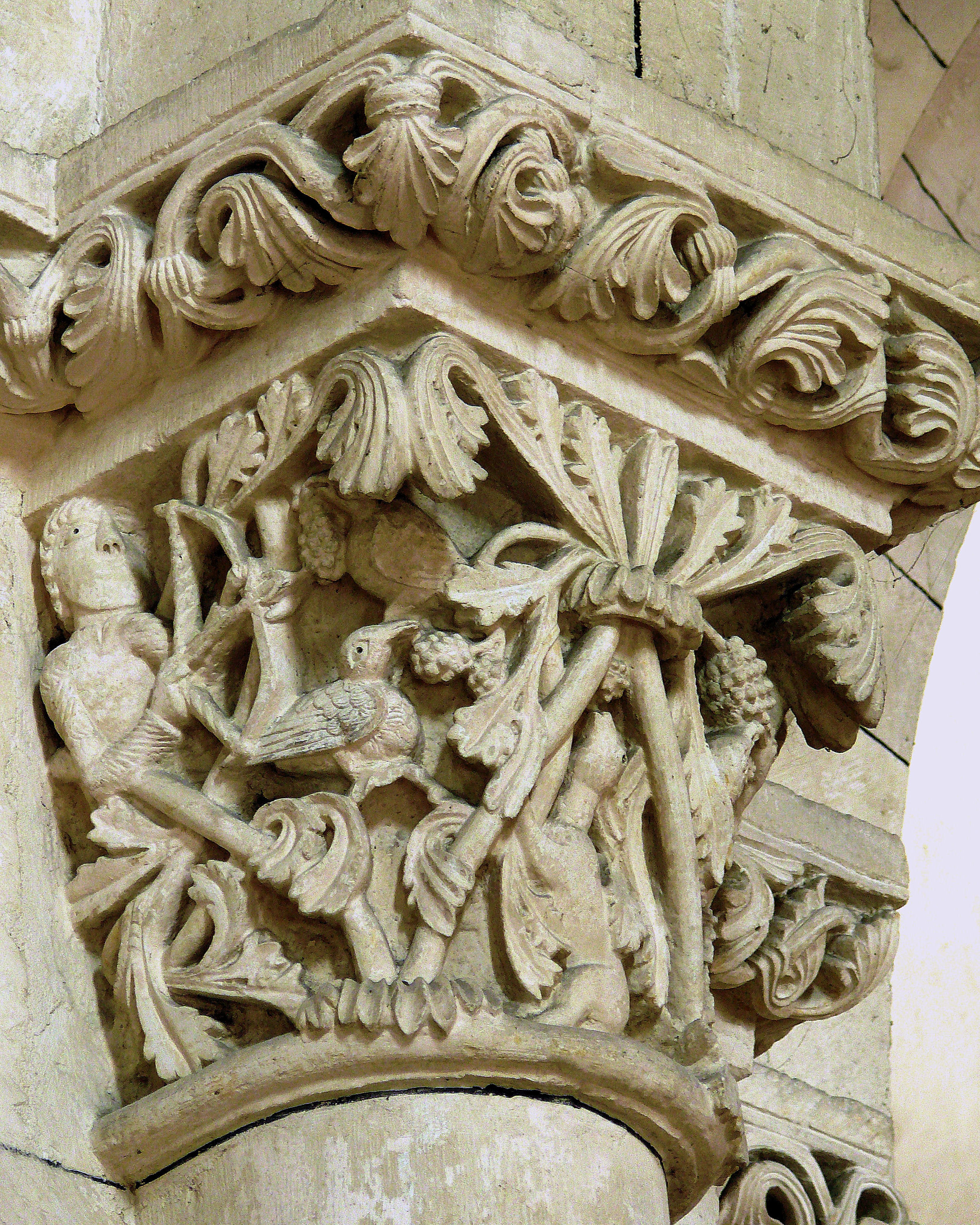
Un chapiteau de la croisée du transept : La chasse.

Une série de têtes, humaines et animales sont sur le linteau sous le toit du clocher.

## Mobilier
Le confessionnal et la chaire sont d’époque Louis XVI, la grande grille et la grille de communion en fer forgé datent de 1767.
Les fonts baptismaux en pierre du XVIe siècle possèdent un couvercle en cuivre. On peut y voir aussi des tableaux datant du XVIIIe siècle : Martyre de saint Sébastien, une Vierge au Rosaire.
Le clocher ressemble à celui de l'abbaye du Mont Saint-Michel.

## Tableaux
L'église conserve un tableau représentant une Vierge à l'Enfant, portant une inscription L. Wateau 1753. Cf. Fiche de la base Palissy qui attribue cette œuvre à Louis Joseph Watteau ou Watteau de Lille.

## Vitraux
Les vitraux sont de la seconde moitié du XIXe siècle. Des anges datant du XVIe siècle ont été remployés dans la rose du tympan des verrières 0 et 6. Ces verrières du XVIe siècle pourraient avoir été données par Guillaume de Baradat, nouveau seigneur de Damery en 1598.

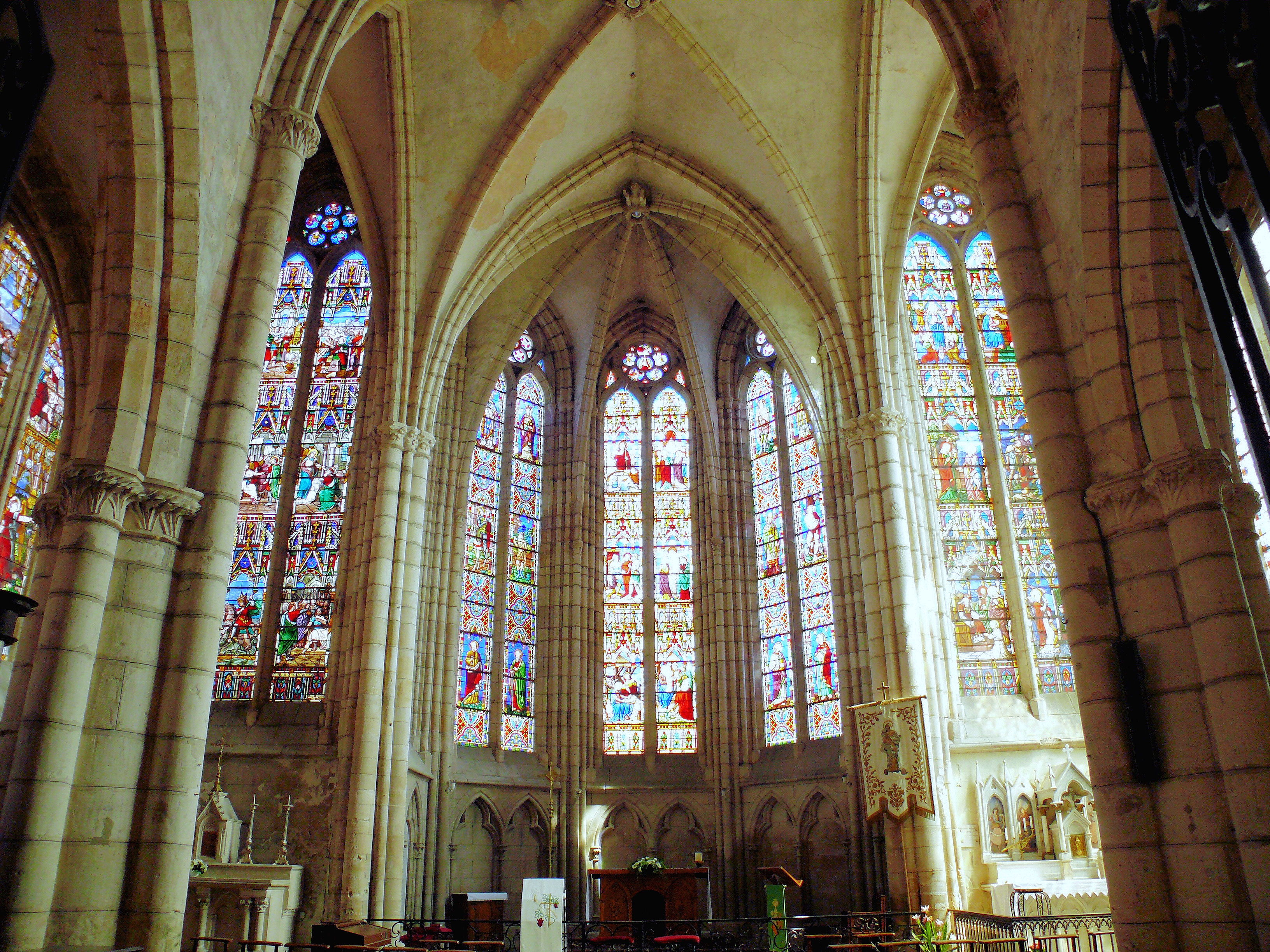
Vitraux du chœur.
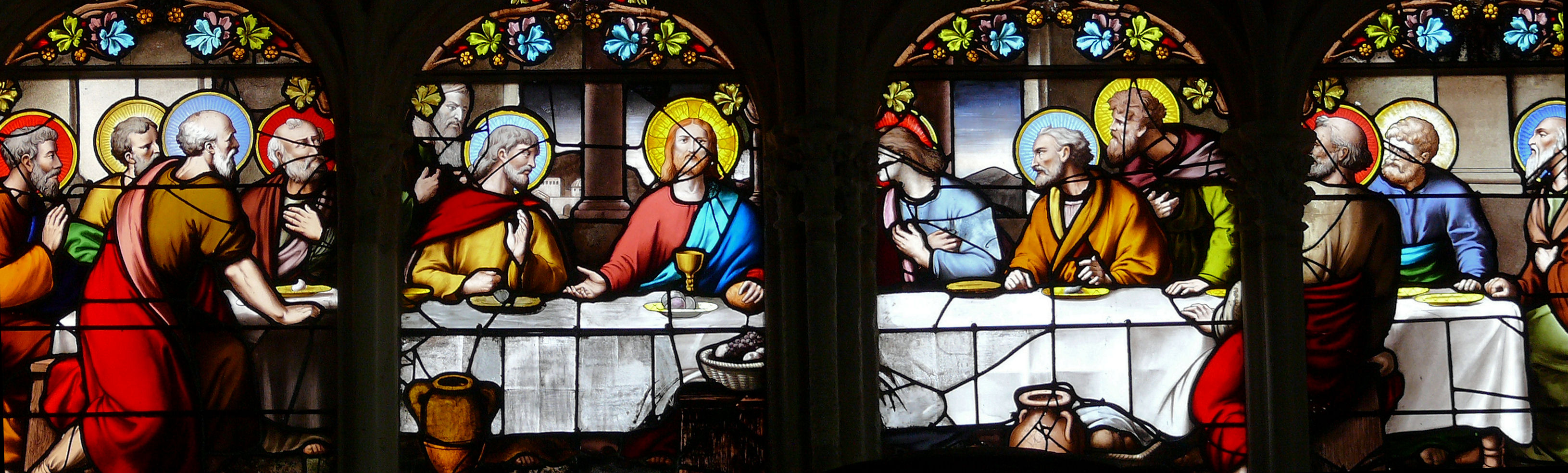
Vitrail de la Cène (1863).
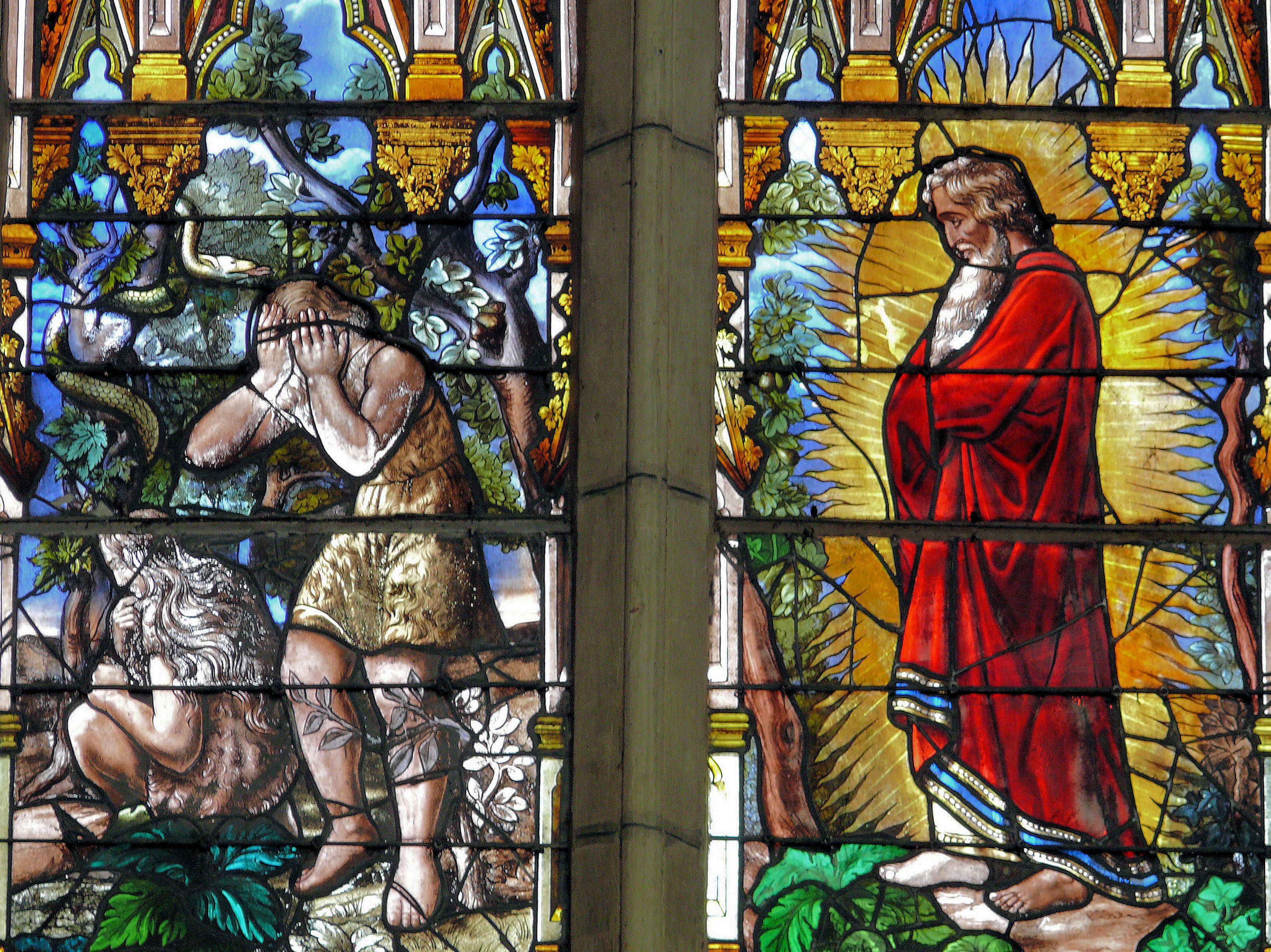
Vitrail : Adam et Ève chassés du Paradis.

## Orgue
Les grandes orgues dont le buffet en chêne sculpté est de style Régence et installé par Louis Gordilot en 1792 (facteur d'orgues) et proviendrait d'un couvent détruit de Reims ; Nicolas Augustin Hubert (facteur d'orgues) restaure l'instrument en ramenant le jeu à deux claviers (1842) et installe des sommiers neufs. Philippe Hartmann (restaurateur) fait une première tranche de restauration en 1986, installation d'un dessus de buffet provenant de Poligny, mais le projet n'est pas mené à terme.
Le buffet d'orgue et la tribune ont été classés monuments historiques au titre objet objet le 30 septembre 1911, et la partie instrumentale de l'orgue le 11 septembre 1978,.

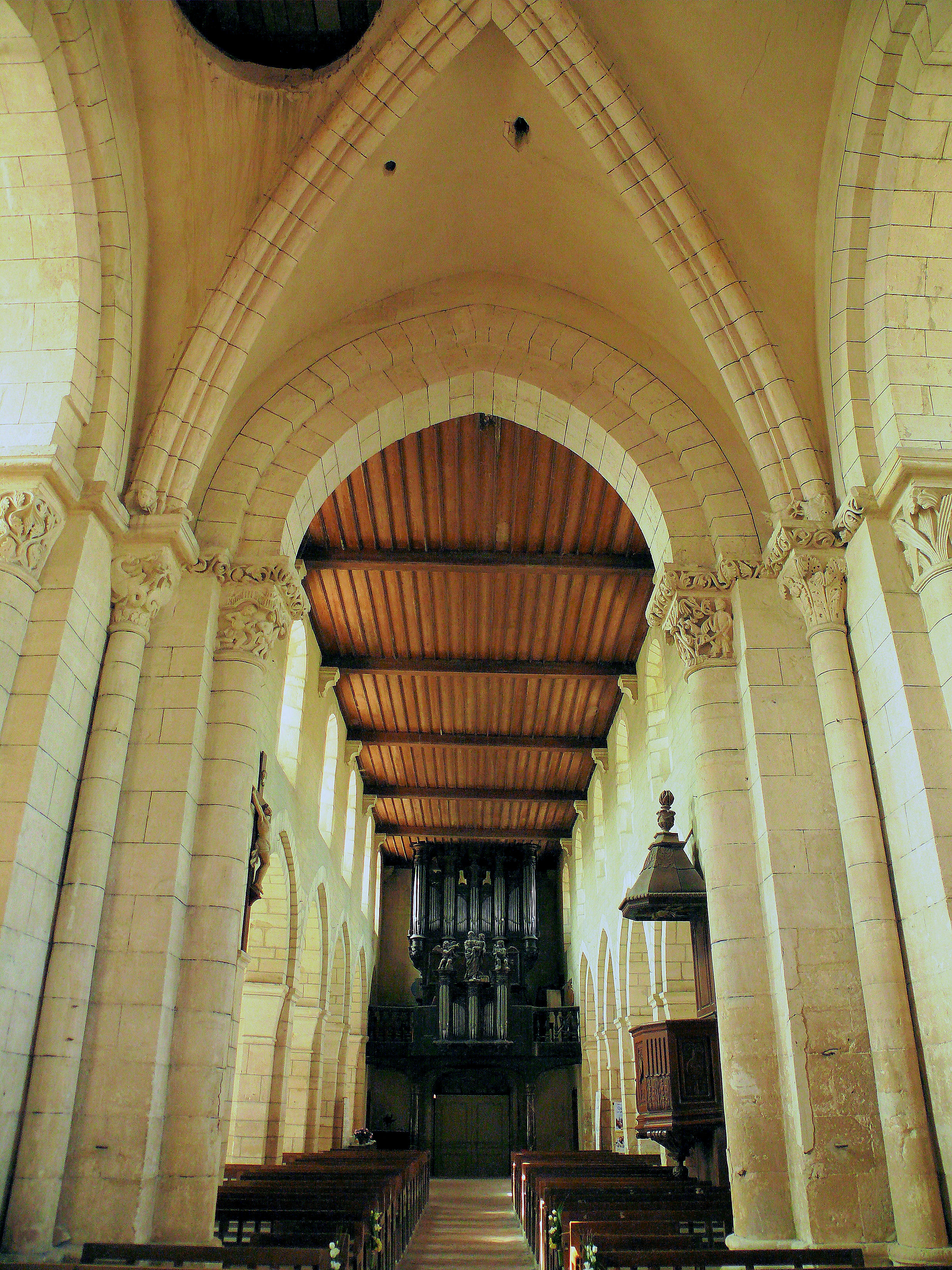
La nef, la chaire et l'orgue vus du chœur.
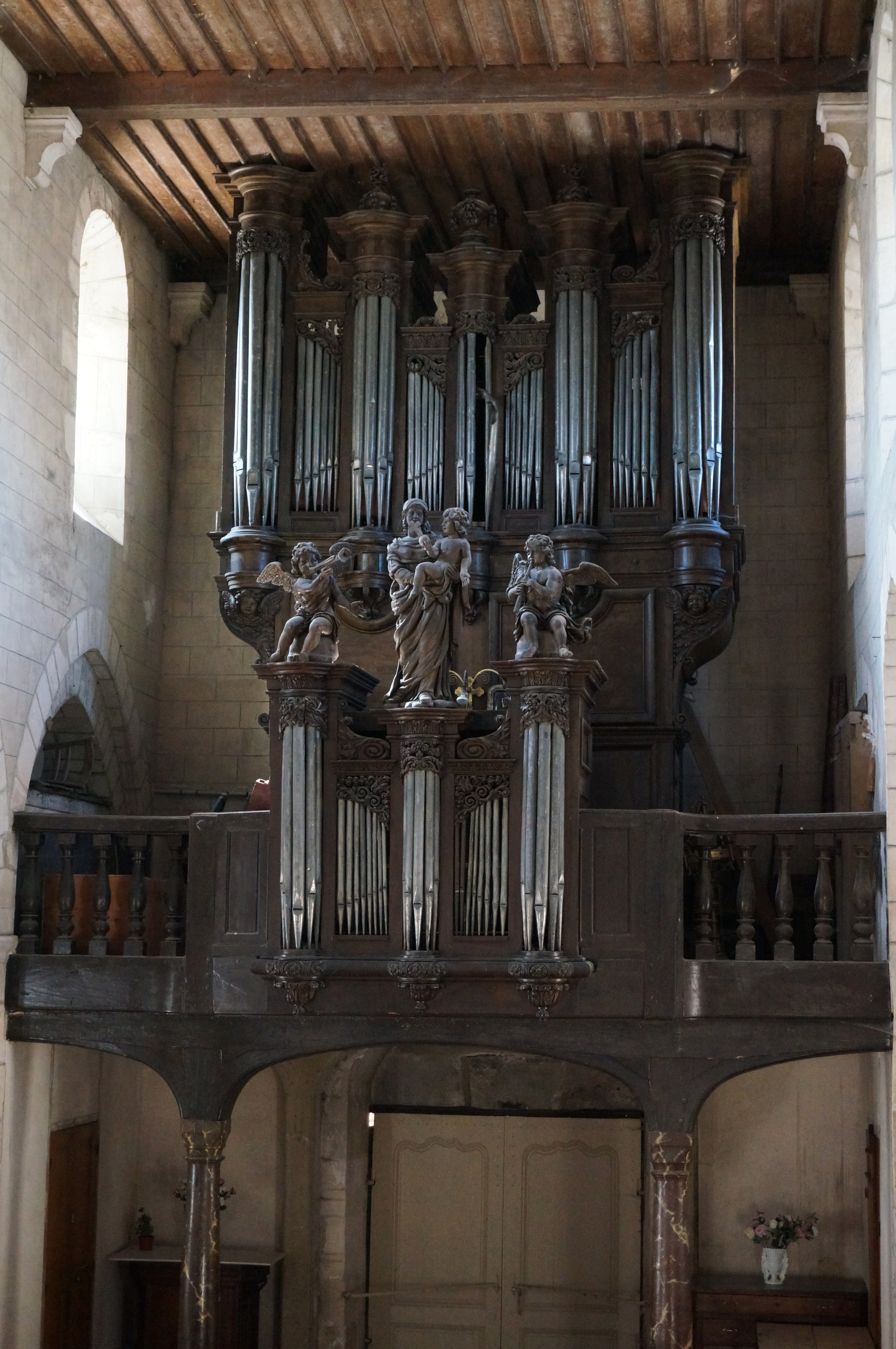
Le buffet d'orgues.